# Benjamín Fabregat Martí
Benjamín Fabregat Martí (Albocàsser, 1889 - Castelló de la Plana, 1974) fou un farmacèutic i polític valencià. Fill d'un metge, la seua mare va morir durant el part. Estudià farmàcia a les universitats de Saragossa i Barcelona. El 1921 va exercir a Vistabella del Maestrat, i més tard a Atzeneta del Maestrat i a Castelló. El 1938 ocupà la Jefatura del Subsidio al Combatiente i delegat provincial de la FET y de las JONS.
L'abril de 1939 fou designat regidor de l'Ajuntament de Castelló de la Plana, i en fou nomenat alcalde de març de 1944 a juny de 1948, així com procurador a Corts franquistes. El 1948 fou nomenat conseller provincial del Movimiento Nacional. De 1951 a 1972 fou president de la Cambra Agrària de Castelló, entre 1955 i 1959 president de la Junta d'Obres del Port de Castelló, novament procurador a Corts de 1961 a 1967. També fou president del Col·legi Oficial de Farmacèutics de Castelló i de la UTECO.